# Gare de Montmorillon
La gare de Montmorillon est une gare ferroviaire française, située sur les territoires des communes de Montmorillon et de Saulgé, dans le département de la Vienne en région Nouvelle-Aquitaine. Les lignes de de Mignaloux - Nouaillé à Bersac et de Montmorillon à St-Aigny - Le Blanc en sont à l'origine.
Elle est mise en service en 1867 par la Compagnie du chemin de fer de Paris à Orléans (PO).
C'est une gare de la Société nationale des chemins de fer français (SNCF) du réseau TER Nouvelle-Aquitaine desservie par des trains régionaux (actuellement ceux de la ligne Poitiers-Limoges).

## Situation ferroviaire
Établie à 104 mètres d'altitude, la gare de Montmorillon est située au point kilométrique (PK) 389,898 de la ligne de Mignaloux - Nouaillé à Bersac entre les gares ouvertes de Lussac-les-Châteaux et de Lathus. En direction de Lussac-les-Châteaux, s'intercale la halte fermée de Sillars.
Ancienne gare de bifurcation, elle était également l'origine de la ligne de Montmorillon à Saint-Aigny - Le Blanc (déclassée), avant la gare de Journet. 
Elle dispose d'un quai latéral et d'un quai central qui sont encadrés par trois voies, ainsi que des voies de service.

## Histoire
La gare de Montmorillon est mise en service le 23 décembre 1867 par la Compagnie du chemin de fer de Paris à Orléans (PO), lorsqu'elle ouvre à l'exploitation sa ligne de Poitiers à Limoges. Elle est établie au sud de la ville.
En 1885, la Compagnie présente, pour approbation, à l'administration supérieure, un projet d'agrandissement de la gare en prévision de la réception des trains de la ligne de Montmorillon au Blanc.
En 1888, fin des travaux d'agrandissement de la gare et de l'éclairage au gaz.
En 2015, un projet devant faire de la gare un "pôle multimodal" est mis en avant. Il y prévoit d'ici 1 à 2 ans la réfection du parking, l'installation de bornes pour véhicules électriques, d'emplacements pour BUS et TAXI, ainsi qu'une douzaine de consigne pour ranger les vélos. L'objectif étant d'avoir un nouveau projet pour cette gare, fréquentée par environ 120 voyageurs et une quinzaine de trains par jour, et de valoriser l'aspect touristique du territoire montmorillonais. 
En 2022, selon les estimations de la SNCF, la fréquentation annuelle de la gare était de 42 964 voyageurs contre 40 196 voyageurs en 2019.

## Services des voyageurs

### Accueil
Gare SNCF, elle dispose d'un bâtiment voyageurs, avec guichets, ouvert du lundi au vendredi et fermés les samedis dimanches et jours fériés. Elle est équipée d'automates pour l'achat de titres de transport TER.

### Dessertes
Montmorillon est une gare régionale SNCF du réseau TER Nouvelle-Aquitaine, elle est desservie par des trains TER de la relation Limoges-Benedictins - Poitiers.

### Intermodalité
Un parking pour les véhicules y est aménagé et elle est desservie par des autocars allant au lycée de Montmorillon.

## Service des marchandises
La gare de Montmorillon est ouverte au service du fret.